# 第十埃克斯里斯軍團
第十埃克斯里斯軍團（拉丁語：Legio X Equestris）是一只由当时担任远西班牙总督的尤里乌斯凯撒于公元前61年创建的罗马军团。第十军团是第一只由凯撒亲自建立的军团，也是他一直最信任的军团。埃克斯里斯（拉丁语意为骑兵）这个称号在公元前58年获得，起因是凯撒破解了日耳曼国王Ariovistus的密谋，原因与凯撒并不信任高卢Aedui部落的辅助骑兵有关。第十军团无论在当时 还是历史上都很有名气，因为这个军团在高卢战记中的形象以及其在高卢战争中所发挥的决定性作用。  最初的军团于公元前45年解散。其残余被重新组织起来效忠马克安东尼和屋大维，之后再次解散，并入第十合组军团。

## 历史

### 创建
当公元前61年尤里乌斯凯撒抵达贝提卡行省（或称远西班牙）担任总督的时候，他立即决定征服其领地以西及西北方向的领土，也就是现在的葡萄牙。他在这个行省已经有了两个军团，也就是由格奈乌斯·庞培于公元前65年安排的第八及第九军团。然而凯撒需要第三个军团的兵力以实现他的征服计划，所以他立即着手于当年三月组建了第十军团。这个军团选择了公牛作为象征 ，而其他许多军团也选择了这个象征，如第五云雀军团，第11军团，第十二雷电军团和第十三合组军团。
于公元前61年夏天进行的战争非常成功，而第十军团也用英勇的作战和对凯撒的效忠证明了自己。

### 高卢战争
第十军团在高卢战争中起了非常重要的作用，几乎参与了每一场战役。
高卢战争伊始，凯撒从西班牙调来了第七，第八，第九和第十军团。很快，第十军团就在公元前58年夏天参与了阿拉尔和比布拉克特两场重要的战役。在这场击溃赫爾維蒂人的战役中，第十军团起到了中心作用，并阻止了赫爾維蒂人从今天的瑞士迁移到法国西部。
在击败赫爾維蒂人之后，高卢人的首领请求凯撒帮助他们对抗日耳曼苏维汇人的国王Ariovistus。在开战以前，Ariovistus提议进行和谈，但是坚持双方必须只由骑兵陪同。Ariovistus知道凯撒的骑兵都是Aedia人，他们对凯撒并不完全效忠。凯撒于是要求他的一部分高卢骑兵下马，而由从第十军团选出的士兵骑马陪同。这个事件使兵团获得了“骑兵（埃克斯里斯）”的称号。一名士兵甚至开玩笑说，凯撒做的比说的更多，因为他们本来是该成为步兵，可现在却以骑兵的身份出现。
第十军团在公元前57年的萨比斯战役中力挽狂澜。他们与第九“西班牙”兵团携手击败了阿特雷巴特人，攻击了河对岸的比利时人并占领了他们的群落。从那里他们发现了第十二雷电军团和第七克劳狄军团身处险境，于是迅速下山涉水从背后攻击了内尔维人，使他们陷入绝境。

### 结束
公元前45年军团解散，老兵们分得了南高卢纳博讷的土地。
在凯撒遇刺后的解放者内战中，第十军团于公元前44年冬天被马尔库斯·埃米利乌斯·雷必达重建并听命于三头同盟，直至腓立比戰役。老兵们获得了克雷莫納周围的土地。有记录说此时第十兵团的称号为Veneria，意即忠于（儒略家族的始祖）维纳斯。
第十军团之后跟随马克·安东尼前往亚美尼亚参与帕提亚之战。 在之后的安东尼内战中，这个军团一直忠于安东尼，直到亞克興角戰役之后加入屋大维麾下。老兵们则被安置在帕特雷。然而在对抗奥古斯都之后，这个军团被解散 ，埃克斯里斯的称号也被剥夺，而剩下的兵力于其他军团的兵力重组后改成第十合组军团。

## 注记
1. ↑  Dando-Collins.
2. ↑  Julius Caesar, I.42.
3. 1 2  keppie.
4. ↑  Dando-Collins, p. 9.
5. ↑  Dando-Collins, p. 12.
6. ↑  Dando-Collins, p. 22.
7. ↑  CIL V 4191, C. Lanius / C. f(ilius) Ani(ensi) de / leg(ione) X Vener(ia) C. Lanius C. l(ibertus) / Eros filius / de suo.
8. ↑  Suetonius, De Vita Caesarum—Divus Augustus, xxiv （页面存档备份，存于）.

### 一手来源
- Julius Caesar, De Bello Gallico

### 二手来源
- Dando-Collins, Stephen (2002). Caesar's Legion: The Epic Saga of Julius Caesar's Elite 10th Legion and the Armies of Rome. John Wiley & Sons, New York.
- Keppie, Lawrence, The Making of the Roman Army. From Republic to Empire, University of Oklahoma Press, 1984, pp. 132–149.
- Lendering, Jona, "Legio X Gemina", livius.org （页面存档备份，存于）
- Ritterling's "Legio" "Legio X Veneria"